# Гуви
Гуви (на френски: Gouvy) е селище в Южна Белгия, окръг Бастон на провинция Люксембург. Населението му е около 4700 души (2006).